# 市民広場駅 (天津市)
市民広場駅（しみんひろばえき）とは中華人民共和国天津市浜海新区に位置する天津地下鉄9号線の駅である。

## 駅構造
- 相対式ホーム2面2線を有する高架駅。

## 駅周辺
- 市民広場

## 歴史
- 2004年10月18日 - 開業。
- 2015年8月12日 - 駅舎は2015年天津浜海新区倉庫爆発事故で大きな損傷を受けた[1]。

## 隣の駅
天津地下鉄
■9号線
泰達駅 - 市民広場駅 - 会展中心駅